# Franco Ferraro
Franco Ferraro (Vercelli, 11 novembre 1940) è un imprenditore italiano, CEO della ditta di abbigliamento a Serravalle Sesia.
Ha scritto alcuni libri biografici e nel campo della moda.

## Biografia
Franco Ferraro inizia la sua esperienza lavorativa nei settori del design, del marketing e della promozione della moda entrando nel 1965 alle Lanerie Agnona, azienda italiana produttrice di tessuti per donna del gruppo Ermenegildo Zegna..
Nel 1974 fonda la propria azienda chiamandola CHILD , una combinazione delle prime lettere dei nomi dei suoi figli Chiara, Ilaria e Davide.
I primi anni li trascorre principalmente confezionando una linea per il couturier francese Givenchy e producendo per varie aziende di pret-è-porter come GFT per Giorgio Armani, Enrica Massei, Bally e Ballantyne.
Negli anni successivi inizierà a disegnare e produrre una propria linea di pret-a-porter femminile "FRANCO FERRARO" caratterizzata per i suoi tessuti pregiati: lana Australiana, cashmere, alpaca, sete stampate ecc. Nel 1985 lancia la sua collezione maschile, "Franco Ferraro Uomo", che espone da molti anni al Pitti Uomo di Firenze. 
Nel 1994 gli fu conferito a CITTA’ DEL MESSICO  il premio internazionale “Disegno Europa” per il settore moda, un riconoscimento in cui vengono premiate 20 imprese europee che si distinguono nel design in diversi settori (in quell’anno per l'Italia fu premiata anche Alessi e Luceplan).
Nel 2000 disegna e produce le nuove divise della Saudi Arabian Airlines e nel 2011 quelle della Egypt Air.
Ha firmato, principalmente in Giappone e in Corea, diversi accordi di consulenza e licenze riguardanti il tessile e le collezioni moda, compresi gli accessori e in questi paesi ci sono decine di boutiques con il suo nome.

## Opere
- 60 anni di Lu Impostu - Franco Ferraro - 2021
- Al Sesia in bicicletta - Franco Ferraro - 2022
- Sardegna, un amore che dura sessant’anni - Franco Ferraro - 2023
- Tutto cominciò con una scatola di Bicciolani - Franco Ferraro - 2024
- It all began with a box of Bicciolani biscuits - Franco Ferraro - 2024
- Racconti vercellesi: luoghi e personaggi nella Vercelli d'antan - 2025